# Борстел (Округ Дипхолц)
Борстел (њем. Borstel) општина је у њемачкој савезној држави Доња Саксонија. Једно је од 47 општинских средишта округа Дипхолц. Према процјени из 2010. у општини је живјело 1.390 становника. Посједује регионалну шифру (AGS) 3251008.

## Географски и демографски подаци
Борстел се налази у савезној држави Доња Саксонија у округу Дипхолц. Општина се налази на надморској висини од 53 метра. Површина општине износи 31,1 km². У самом мјесту је, према процјени из 2010. године, живјело 1.390 становника. Просјечна густина становништва износи 45 становника/km².